# Perlesta xube
Perlesta xube és una espècie d'insecte plecòpter pertanyent a la família dels pèrlids que es troba a Nord-amèrica: Iowa, Illinois, Dakota del Nord i Nebraska.